# Zainul Abedin
Zainul Abedin (Kishoregonj, Bengala Oriental, 29 de desembre de 1914 – Dhaka, Bangladesh, 28 de maig de 1976) fou un pintor bengalí. Es va fer molt conegut el 1944 per la seua sèrie de pintures en què representava les grans fams que hi hagué a Bengala durant el període colonial britànic. Després de la partició del subcontinent indi es va traslladar al Pakistan Oriental (ara Bangladesh). El 1948, participà en la creació de l'Institut d'Arts i Oficis (actualment Facultat de Belles Arts) de la Universitat de Dhaka. L'Indian Express l'ha descrit com un pintor llegendari de Bangladesh. Les pintures sobre la fam de Bengala del 1943 es consideren com les seues obres més característiques. Fou el pioner del moviment d'art modern que tingué lloc a Bangladesh i va meréixer ser considerat per Syed Manzoorul Islam com el pare fundador de l'art modern d'aquest país, poc després d'haver assolit l'estatus de república independent.

## Joventut i formació
Gran part de la seua infància va transcórrer prop de les ribes pintoresques del riu Brahmaputra, que apareixeria després en moltes de les seues pintures i seria font d'inspiració durant tota la seua carrera. Moltes de les seues obres emmarquen el Brahmaputra, i una sèrie d'aquarel·les que Abedin va fer en homenatge al riu li van valer la medalla d'or del governador arran d'una exposició dedicada a tot l'Índia el 1938. Aquesta va ser la primera vegada que Abedin es va veure en el centre d'atenció, i aquest premi li va donar la confiança necessària per a crear el seu propi estil visual.
El 1933, va ser admés a l'Escola d'Art del Govern a Calcuta (ara Escola d'Art i Artesanat del Govern). Aquí va aprendre durant cinc anys l'estil acadèmic britànic i europeu, i més tard es va incorporar a la facultat de la mateixa escola després de la seua graduació. Va ser el primer estudiant musulmà a obtenir la distinció de primera classe de l'escola. Estava insatisfet amb l'estil oriental i les limitacions de l'estil acadèmic europeu, i això el va portar cap al realisme. El 1948, amb l'ajuda d'uns quants col·legues, va fundar un institut d'art a Dhaka. En aquella època, no n'hi havia cap altre a la ciutat, i poc després va passar a ser considerat el millor institut d'art del Pakistan durant els seus primers anys. Abedin va treballar amb el govern pakistanès durant un temps. Ensenyava a l'institut, i un dels seus estudiants va ser l'artista pakistanès Mansur Rahi. Ensenyà també artistes bengalís com Monirul Islam i Mohammad Kibria.
Després de dos anys de formació en la Slade School of Fine Art de Londres, començà un nou estil, l'«estil bengalí», les principals característiques del qual eren els temes folklòrics amb les seues formes geomètriques, de vegades una representació semi-abstracta, i l'ús de colors primaris. Però li mancava el sentit de la perspectiva. Més avant es va adonar de les limitacions de l'art popular, així que va tornar a la natura, a la vida rural i a les lluites quotidianes, per fer un art que seria realista però d'aparença moderna.

## Pintures

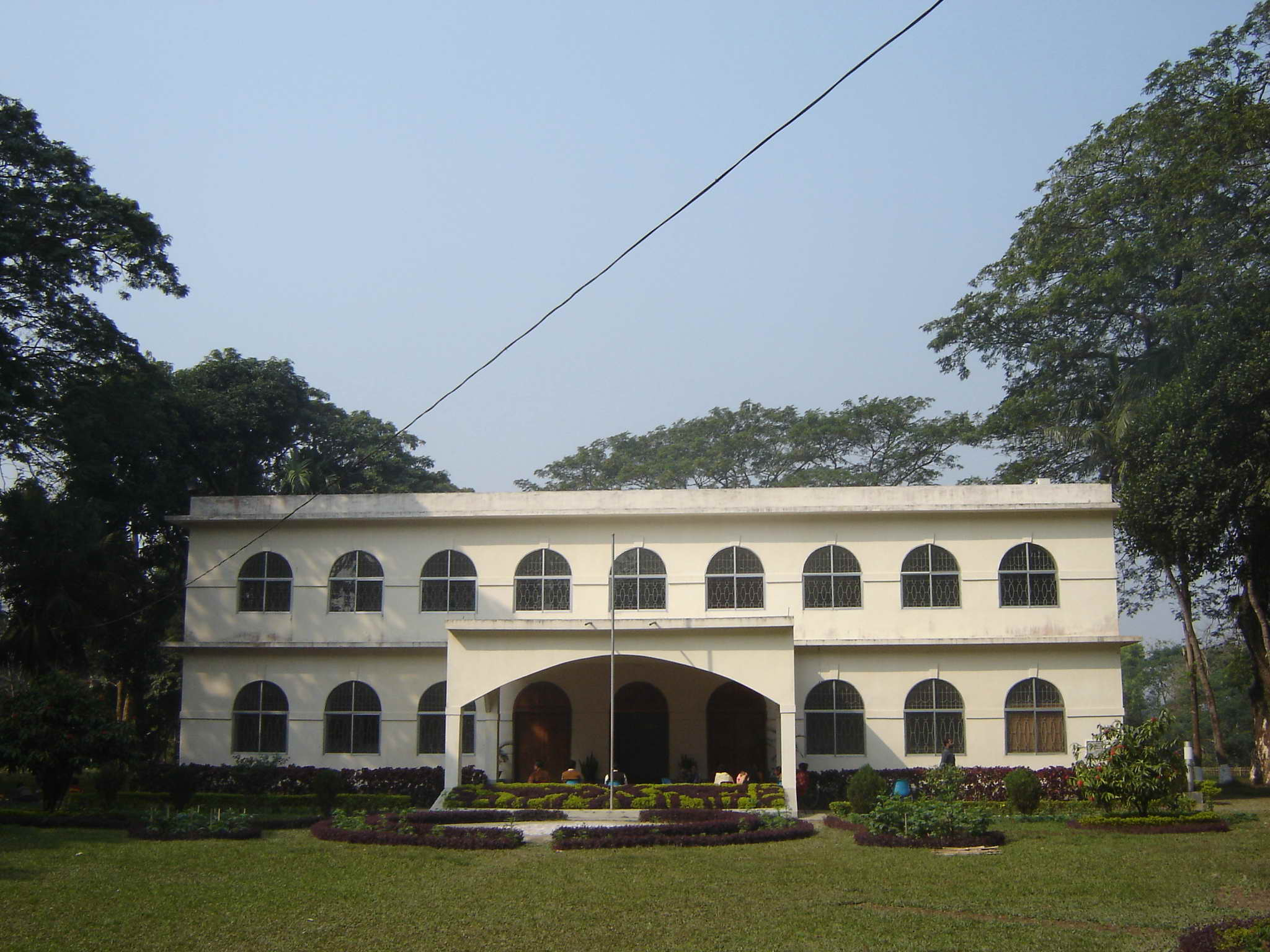
Museu Jainul Abedin

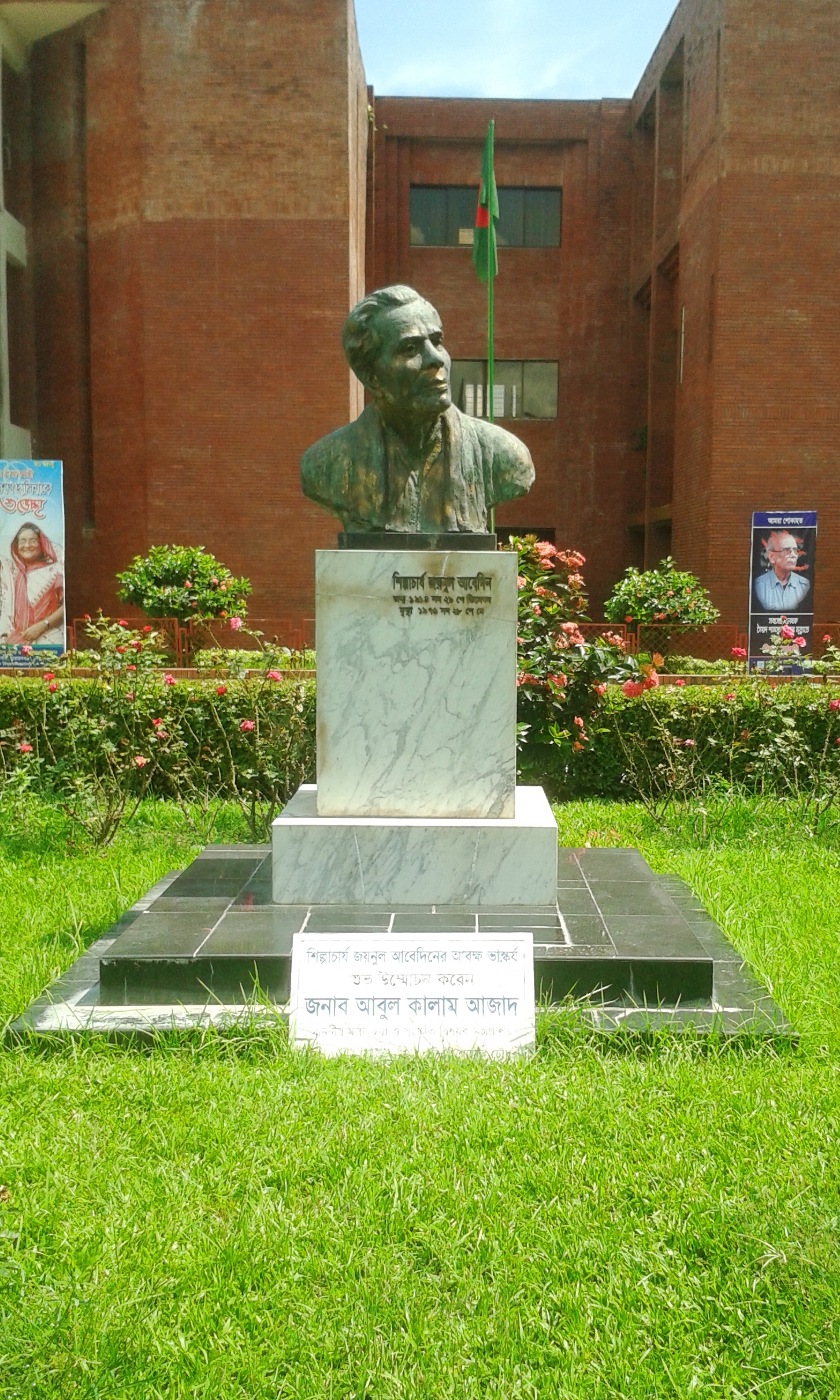
Bust de Zainul Abedin, a Sonargaon

Entre totes les obres d'Abedin, els seus esbossos de la fam dels anys 40 són les seues obres més notables. El conjunt de pintures sobre la fam que va exposar el 1944 li van ser encara més elogiades per la crítica. La miserable situació de la gent famolenca durant la Gran Fam de Bengala del 1943 li va tocar el cor. Va fer la seua pròpia tinta cremant carbó vegetal i la va utilitzar sobre paper d'embalatge barat i ordinari. Representava aquelles persones famolenques que s'estaven morint vora la carretera. Abedin no sols va documentar la fam, sinó que també en va revelar la cara sinistra mitjançant les figures esquelètiques de les persones famolenques que morien d'inanició.
Abedin va representar aquesta història inhumana en dibuixos que es van convertir en imatges icòniques del patiment humà. Aquests esbossos el van ajudar a trobar el seu camí en un enfocament realista centrat en el patiment, la lluita i la protesta. Es va fer més conscient socialment centrant-se en la classe treballadora i les seues lluites. «La Vaca Rebel» marca un punt culminant d'aquest estil. Aquest realisme particular combina la investigació social i la protesta amb una estètica superior. Fou un membre influent del grup d'artistes progressistes de Calcuta, i amic de Shahid Suhrawardy i d'Ahmed Ali, del Moviment d'Escriptors Progressistes. Va fer pintures modernes de tema santhal, entre les quals destaca «Dues dones santhal».
Visità els campaments palestins a Síria i Jordània el 1970 i hi va fer entre 60 i 70 pintures dels refugiats. També va pintar el cicló Bhola que el 1970 va devastar el Pakistan Oriental.

## El moviment d'alliberament

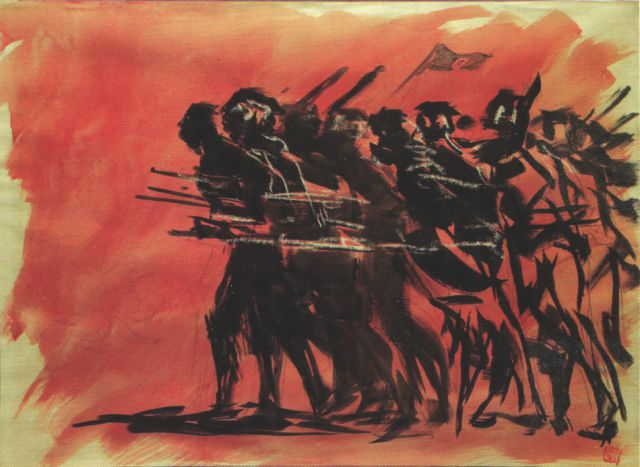
Zainul Abedin: Guerra d'Alliberament de Bangladesh, 1971

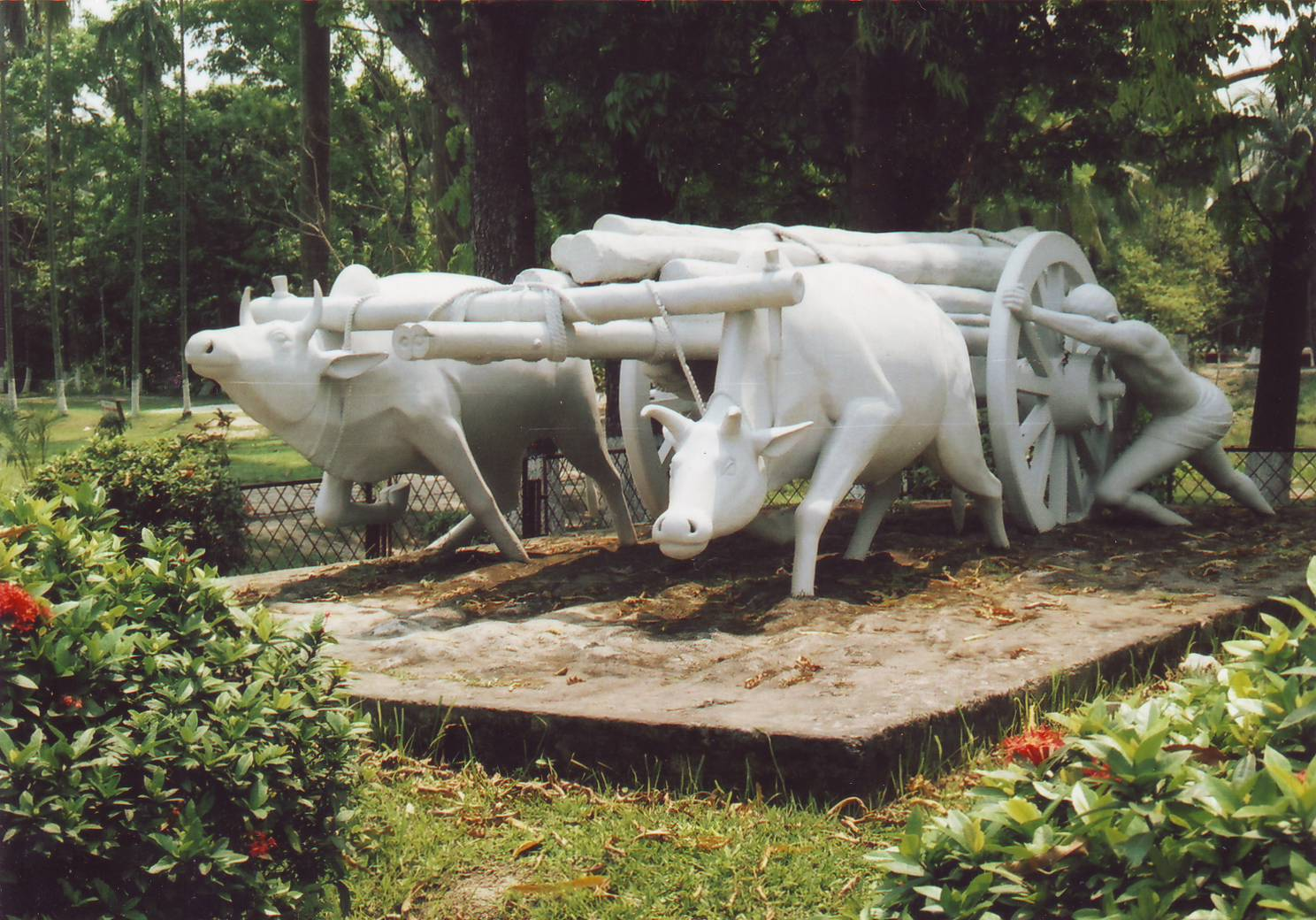
Escultura basada en el quadre «La lluita», en el Museu d'Art Popular, Sonargaon

Participà en el Moviment per la Llengua Bengalí del Pakistan Oriental, i es va implicar en la Guerra d'Alliberament de Bangladesh. Va estar al capdavant del moviment cultural per restablir la identitat bengalí, marginada pel govern pakistanès. El 1969, va pintar un pergamí amb tinta xinesa, aquarel·la i cera anomenat «Nabanna», per celebrar el moviment de no cooperació en curs.

## El període post-independència
El 1974 va rebre el títol de Doctor Honoris Causa en Lletres per la Universitat de Delhi. El 1975, va fundar el Museu d'Art Popular a Sonargaon, a Narayanganj, i la Zainul Abedin Sangrahashala, una galeria de les seues pròpies obres, a Mymensingh. El 1982, disset de les setanta obres allotjades en la Zainul Abedin Sangrahashala van ser robades; només deu van ser recuperades posteriorment. El seu famós quadre «Estudi d'un corb» de la col·lecció del professor Ahmed Ali, figura en el llibre Arts in Pakistan (1952) de Jalaluddin Ahmed, amb un monòleg exclusiu sobre ell publicat per FOMMA, Karachi, juntament amb les seues nombroses pintures de la sèrie «Fam del 1943».

## Vida personal i mort
Abedin estava casat amb Jahanara Abedin. Va patir un càncer de pulmó i va morir el 28 de maig de 1976 a Dhaka. «Dues cares» va ser el seu darrer quadre, acabat poc abans de morir. Va ser soterrat vora la Mesquita Central de la Universitat de Dhaka.

## Posteritat
El 2009, un cràter del planeta Mercuri va ser anomenat Abedin en honor seu. El 29 de desembre de 2019, Google va celebrar el seu 105è aniversari amb un Google Doodle.